# Adalbert von Blanc
Adalbert Pierre Louis Karl Erich Johann von Blanc, né le 11 juillet 1907 et mort le 7 novembre 1976, est un militaire allemand. Il a obtenu le grade de fregattenkapitän dans la Kriegsmarine durant la Seconde Guerre mondiale, puis flottillenadmiral (amiral de flottille) dans la Bundesmarine. Il a notamment été décoré de la croix de chevalier de la croix de fer avec feuilles de chêne.
Son père, le korvettenkapitän Louis von Blanc, était premier officier sur le SMS Cöln et est mort au combat le 28 août 1914, durant la bataille de Heligoland.

## Distinctions
- Croix de fer (1939)
  - seconde classe le 5 septembre 1940[1],[2]
  - première classe le 17 octobre 1940[1],[2]
- Médaille de service de longue durée de la Wehrmacht
  - quatrième classe le 2 octobre 1936[1]
  - troisième classe le 1er avril 1938[1]
- Médaille des Sudètes le 20 décembre 1939[1]
- Insigne de combat des croiseurs auxiliaires le 23 août 1941[1]
- Croix allemande en or le 11 septembre 1942 en tant que Korvettenkapitän dans la 2. Sicherungs-Division[3]
- Insigne de combat des mouilleurs de mines, chasseurs de sous-marins et escorteurs le 25 mars 1943[1]
- Ärmelstreifen (de) « Courland » en 1945[1]
- Croix de chevalier de la croix de fer avec feuilles de chêne
  - croix de chevalier de la croix de fer le 27 novembre 1944 en tant que Fregattenkapitän et chef de la 9. Sicherungs-Division[4]
  - 886e feuilles de chêne le 10 mai 1945 en tant que Fregattenkapitän et chef de la 9. Marine-Sicherungs-Division[5]
- Mentionné dans le Wehrmachtbericht le 25 novembre 1944
- Grand-croix de l'ordre du Mérite de la République fédérale d'Allemagne en 1964[1]